# ファンタシースターユニバース イルミナスの野望
『ファンタシースターユニバース イルミナスの野望』（ファンタシースターユニバース イルミナスのやぼう）は、2007年9月27日にセガから発売されたオンライン対応ロールプレイングゲーム。

プラットフォームはPlayStation 2、Windows、Xbox 360。なお、Xbox 360版は2007年11月20日よりXbox Liveマーケットプレースにて拡張コンテンツとしてダウンロード販売されており、プレイするにはXbox 360版ファンタシースターユニバースのソフトが必要である。なお、Xbox 360版は2010年に無料化し、Windows版は2008年12月10日よりクライアントソフトの無料配布を開始した。
海外タイトルは『Phantasy Star Universe: Ambition of the Illuminus』（ファンタシー・スター・ユニバース・アンビション・オブ・ジ・イルミナス）である。意味は邦題とほぼ同じ。

## 概要
本作は『ファンタシースターユニバース』(PSU) の続編。
前作とは主人公が違い、プレイヤーは新米ガーディアンとしてガーディアンズの女教官ライア・マルチネスと共にグラール太陽系を駆け回る。
前シリーズ・『ファンタシースターオンライン』(PSO) の舞台であった惑星「ラグオル」も登場する予定。武器の新カテゴリ、新ステージの追加、新モンスターの追加など様々な要素が追加される。前作では交流に栄えていた都市が廃墟と化している等、前作までの世界に変化が見られる。
2007年4月5日から4月26日まで、ネットワークトライアル(クローズドβテスト)が開催された。
キャッチコピーは「RPG、新生。」

## ストーリーモード
本作のストーリーモードは前作ファンタシースターユニバースのネットワークモードで配信されていた「エピソード2」をオフラインモード用に再編集したものである。
基本的なストーリー展開はネットワークモードで配信されていた物と相違無いが、ほとんどのイベントシーンがフルボイスになっていたり、前作ネットワークモードと比べて全体的なゲームバランスが変更されている。

また、仕様的には本作発売当時のネットワークモードよりも機能的に若干劣る面も見られる。
専用のプレイヤーキャラがおらず、自分で作成したキャラが主人公となるため本作に「エクストラモード」は存在しないが、代わりに旧作の「エクストラモード」のデータを引き継いでストーリーモードをプレーする事ができる。

ある程度前作のエクストラモードでキャラクターが成長しているデータがあれば有利にゲームを進めることも可能である。

### 変更点
※ネットワークモードはバージョンアップなどで流動的に仕様が変更するため、本項目ではストーリーモードの変更点のみを記述する。
新しいタイプの武器が追加
旧作ストーリーモードでは使用できなかった「アックス系」「グレネード系」「カード系」の3つの武器の他、イルミナスから新規追加された左手用のテクニック行使ユニット「マドゥーグ系」、自動攻撃ユニット「シャドゥーグ系」、鞭型武器「フォトンウィップ系」、ブーメラン武器「スライサー系」が導入された。これらは旧作ではネットワークモードでさえ使用することができなかった新規追加アイテムである。
新しいステージの追加
ネットワークモードで配信されていた「エピソード2」の他に、同様にネットワークモードで配信されていたフリーミッションが導入されている。
また、まったく新作のステージも複数追加されており、その中にはファンタシースターオンラインのものがモンスターを含め再現されたステージなどもある。
新しい衣装の追加
基本的にネットワークモードで配信されていたキャラクター衣装のほとんどはストーリーモード内で購入することが可能となった。旧作のエクストラモードで購入できた衣装は極端といえるほどバリエーションが乏しかった一方、今作では目移りするほど多数の服やパーツが売られている。また、本作発売直後には旧ネットワークモードでも未実装だった「PSOの衣装」なども複数追加されている。
ジャストアタック・ジャストカウンター
近接戦闘系のみ、通常攻撃やフォトン・アーツの連続攻撃の際にタイミングよくボタンを押すと必ずクリティカルダメージを与えることができるジャストアタックと、敵の攻撃をガードした際、タイミング良くボタンを押すと素早く反撃できるジャストカウンターが追加された。
なお、ネットワークモードでは通常攻撃をするとフォトン・ポイント（以下PPはマジックポイントに相当する数値）が回復する仕様が導入されているが、イルミナスのオフラインモードでは未実装である。
PPは前述の通り、武器による直接攻撃時のみ回復し、テクニックや銃撃などでは回復しない。テクニックや銃撃を主な攻撃方法とする職業において、PP切れは事実上の「弾切れ」であり、その後は時間経過による自然回復か、PP回復用のアイテム・装置によってポイントを回復しない限り攻撃が出来ないというものになっている。一方で、他ゲームで言うところの戦士系は攻撃にPPを使うか否かは自己選択だが、それ以外の魔法使い系や狩人系は攻撃に必ずPPを必要とする。

## あらすじ
前作の主人公・イーサン・ウェーバーの活躍によって、レンヴォルト・マガシは死亡し、HIVEは封印された。
平和を取り戻したかのように平穏な日々が続いたが、『ヒューマン原理主義』を唱えてヒューマン以外の種族を根絶やしにせんとする者たちが集う秘密結社『イルミナス』の出現によって各地でテロが繰り返され、人々の秩序と安定に再び不穏な空気が流れ始めた。
そんな中、英雄だったはずのイーサン・ウェーバーが突如としてガーディアンズ総裁暗殺未遂の罪で指名手配される。その背後に見え隠れする『イルミナス』の影。
グラール太陽系に再び混沌が巻き起こらんとする中、一人のガーディアンズ志望者（主人公）が間もなく研修を終えようとしていた。正式採用まで残すは実地研修のみとなっていた主人公の教官として就いたのは、腕は確かだが粗暴で口の悪いビーストの女教官「ライア・マルチネス」。
主人公と教官のライアはガーディアンズから指示された実地研修先で記憶を失った少女と遭遇、保護する。
しかしその直後、暗殺未遂容疑で逃亡中のイーサン・ウェーバーと遭遇。記憶を失った少女の身柄を執拗に要求するイーサン一行であったが、その場は互いに引かず、イーサンは再び逃亡してしまう…。

## ネットワークモード
基本部分は前作の記事ファンタシースターユニバース#ネットワークモードを参照。
ネットワークモードは旧作(=イルミナスの野望未購入)のユーザーと共生する形でプレーすることができる。なお、旧作のプレイヤーは一部の武器やアイテム、NPCが見えない状態になる、新たに追加された新マップに進入することは不可能などの制約が発生する。ゲームシステムもイルミナスと比べて一部制限される。
ネットワークモードでは新たなストーリーミッションとして「エピソード3」が配信されている。これは本作のストーリーモードであるエピソード2からそのまま継続して展開される後編である。

## 登場人物

### ガーディアンズ
ライア・マルチネス
声：甲斐田裕子
年齢24歳 種族：ビースト
ガーディアンズでは有名な凄腕として、知らぬ者はいない。オーベル・ダルガン総裁の養女で、自分が出来の悪い子供だと思い込んでおり、その関係は複雑である。
血の気が多く怒りっぽい性格で、過去にパートナーを病院送りするなど、その関係をことごとく解消してしまうと言う逸話が多いが、子供や動物には優しい一面も持っている。
直情的な正義感や責任感は強く、一度正しいと思い込んだなら、たとえそれが間違っていようと滅多な事では曲げない。レオやトニオとは旧知の仲で、マヤとは訓練校の同期生。自身の指導教官だった事もあるレオに細君が有ると知りながらも密かな想いを寄せている。
なぜか、カーツは彼女のことだけは「さん」付けで呼んでいる。
レオジーニョ・サントサ・ベラフォート
声:小山力也

ヒューガ・ライト
声：石田彰

ルウ
声：川澄綾子

トニオ・リマ
声：朴璐美

マヤ・シドウ
声：斉藤梨絵

ルカイム・ネーヴ
声：永井一郎

カナル・トムレイン
声：青野武

オーベル・ダルガン
声：小杉十郎太

### イルミナス
レンヴォルト・マガシ
声：若本規夫

カール・フリードリヒ・ハウザー
声：若本規夫

### グラール教団
ミレイ・ミクナ（カレン・エラ）
声：田中理恵

イズマ・ルツ
声：速水奨

### ローグス
アルフォート・タイラー
声：関俊彦

リィナ・スカヤ
声：永田亮子

ノ・ボル
声：三宅健太

ヒル・ボル
声：姫野惠二

ド・ボル
声：田中英樹

### 同盟軍
フルエン・カーツ
声：咲野俊介

### その他
ルミア・ウェーバー
声：川澄綾子

ハル
声：松元恵 

イーサン・ウェーバー
声：関智一